# Stuiver

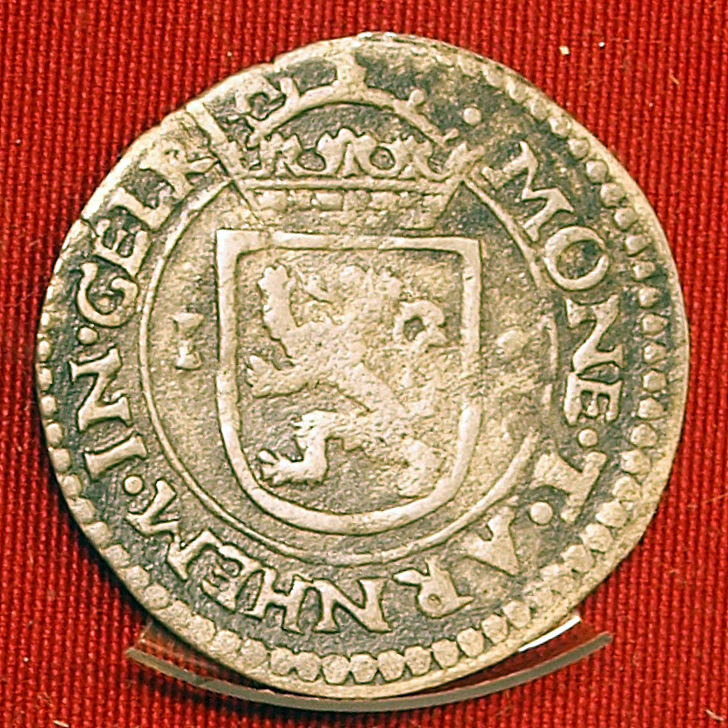
Stuiver z Arnhem z 1598 roku

Stuiver – srebrna, później miedziana moneta niderlandzka o wartości 2 groszy flandryjskich, będąca odpowiednikiem niemieckiego stübera, bita od końca XV w.
Stuiver został przyjęty w XVII w. do systemu monetarnego Zjednoczonych Prowincji Niderlandów jako 1/20 guldena, 1/6 szylinga, równa 4 duitom lub 8 fenigom. Na awersie przedstawiała symboliczną wiązkę strzał z 1 – S po bokach, na rewersie zaś napis. Ostatnią monetę o nominale stuiverowym (10 stuiverów) wybito w 1809 r.
Stuivery bito również w koloniach niderlandzkich: Cejlon, Curacao, Indie Wschodnie i Indie Zachodnie, także po przejęciu tych kolonii przez Wielką Brytanię (Cejlon, Java, Essequibo i Demarara).

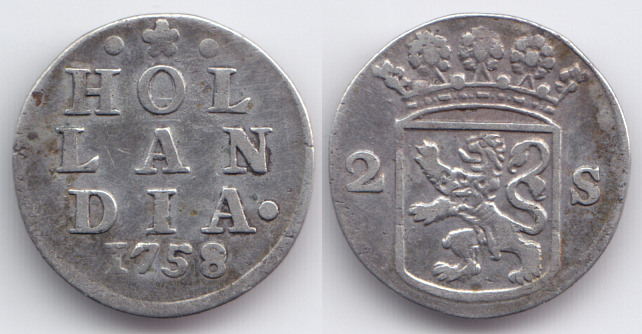
Рodwójny stuiver z Holandia z 1758 roku. Srebro
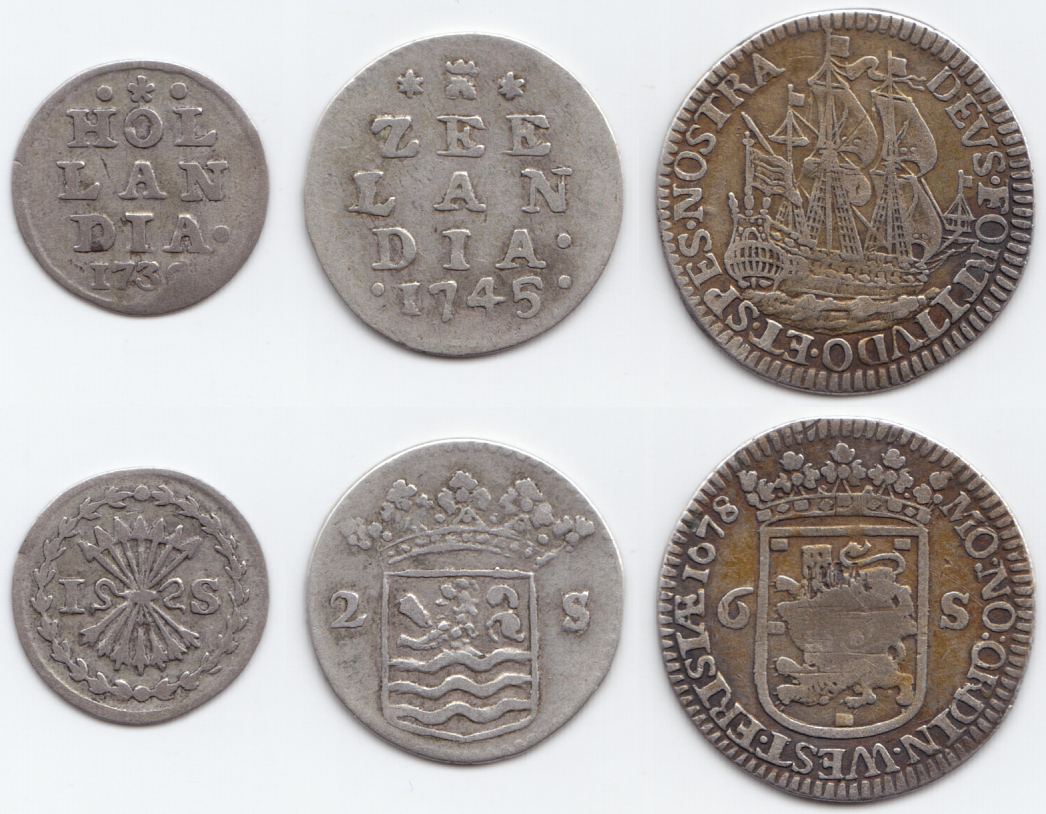
1, 2 i 6 stuiverów, Republika Zjednoczonych Prowincji. Srebro
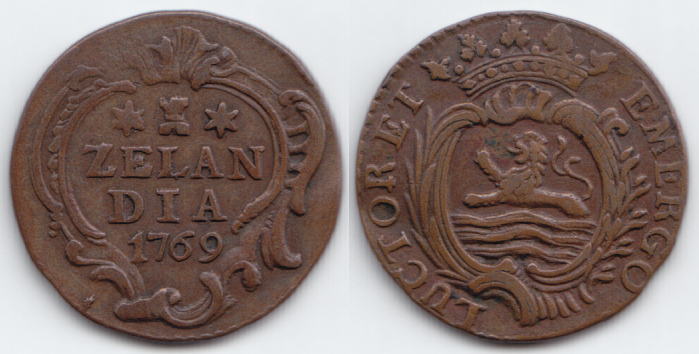
Duit (1/4 stuivera) z Zelandia z 1769 roku. Miedź
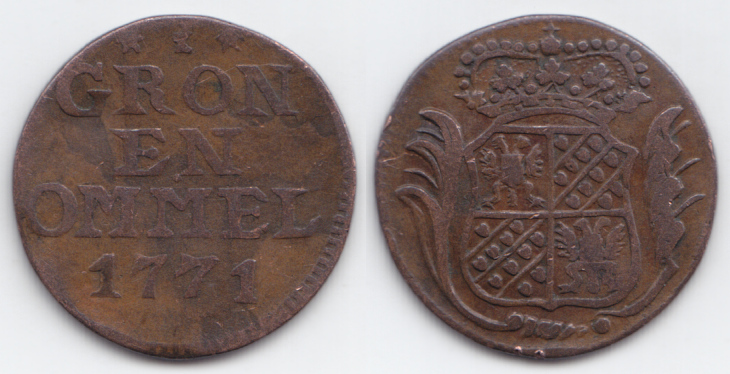
Duit z Groningen z 1771 roku. Miedź